# Eurytoma aspila
Eurytoma aspila är en stekelart som först beskrevs av Walker 1836.  Eurytoma aspila ingår i släktet Eurytoma och familjen kragglanssteklar. Inga underarter finns listade i Catalogue of Life.